# 霧之戀
《霧之戀》是香港歌手譚詠麟發行第七張粵語專輯，《霧之戀》可說是將譚詠麟推向樂壇巨星的專輯。 當中五首歌曲入選 「勁歌金曲季選」，包括《傲骨》、《愛的替身》、《霧之戀》、《幻影》、《午夜麗人》。當中《幻影》是一個重新編曲的版本，歌曲以清唱形式起始，並入選「十大勁歌金曲」總選。大碟以卓越的歌曲水準，獲頒 1983-1984年度 第八屆 香港金唱片頒獎典禮 IFPI全年最佳大碟獎 。而歌曲「霧之戀」入選了「香港20世紀十大金曲」。《傲骨》是譚詠麟作曲的熱門作品，專輯以本地創作為主（8首），改編自日本歌的只有《愛的替身》和《霧之戀》，《但願不改變》則是改編自台灣歌。
《霧之戀》 與之後兩張 專輯《愛的根源》和《愛情陷阱》 被合稱「愛情三部曲」，三張專輯當時總銷量超過一百萬張，氣勢一時無兩 ，並創下連續三張專輯每張也有五首歌曲，入選十大勁歌季選的紀錄，也奠定了譚詠麟樂壇巨星地位 。1999年寶麗金推出「20世紀最強大碟20強」時，「愛情三部曲」與及 《忘不了您》 同時入選 「20世紀最強大碟20強」。
1984年譚詠麟首次在紅磡香港體育館舉行6場個人演唱會，打破歌手在紅館初次開演唱會的場數紀錄。當時演唱會廣告還未刊出，門券一公開發售便售罄。
2017年國家主席習近平出席香港歡迎晚宴時致辭，曾引用《創造命運》歌詞「自信好要緊，應該放開胸襟，願望定會一切都變真」勉勵港人，寄意開創香港更美好明天。

## 曲目
所有歌曲均由關維麟監製。
|     | 歌名                 | 作曲       | 填詞   | 編曲   | 原曲                 |
| --- | -------------------- | ---------- | ------ | ------ | -------------------- |
| 1.  | 傲骨                 | 譚詠麟     | 盧國沾 | 盧東尼 |                      |
| 2.  | 愛的替身             | 鈴木喜三郎 | 向雪懷 | 盧東尼 | H₂O：滿滿的回憶（想い出がいっぱい）  |
| 3.  | 亮了紅燈             | 蔡國權     | 向雪懷 | 盧東尼 |                      |
| 4.  | 霧之戀               | 鈴木喜三郎 | 林敏驄 | 盧東尼 | 高橋真梨子：For you… |
| 5.  | 午夜麗人             | 周啟生     | 向雪懷 | 周啟生 |                      |
| 6.  | 創造命運             | 蔡國權     | 黃百鳴 | 盧東尼 |                      |
| 7.  | 愛火（合唱：張淑玲） | 林慕德     | 林振強 | 林慕德 |                      |
| 8.  | 幻影                 | 林敏怡     | 林敏驄 | 林敏怡 |                      |
| 9.  | 火一般眼波           | 林慕德     | 林振強 | 林慕德 |                      |
| 10. | 愛是這樣甜           | 盧冠廷     | 盧國沾 | 盧東尼 |                      |
| 11. | 但願不改變           | 李壽全     | 黃百鳴 | 盧東尼 | 蘇芮：一樣的月光     |

## 獎項
- 1984年度十大勁歌金曲

- 「十大勁歌金曲」：《幻影》

- 第八屆 → 1984年度香港金唱片頒獎典禮

- 「白金唱片」：《霧之戀》
- IFPI全年最佳大碟獎 : 《霧之戀》

### 香港電台獎項
- 1999年 「20世紀十大金曲 」《霧之戀》 （页面存档备份，存于）